# James Douglas (boxeador)
James «Buster» Douglas (Columbus, Ohio, 7 de abril de 1960) es un exboxeador estadounidense. Es sobre todo conocido por haber derrotado a Mike Tyson en el torneo por el título mundial en Tokio en 1990, fecha por la que Tyson era reconocido como un boxeador temible y casi imbatible.

## Biografía
Era un completo desconocido cuando se enfrentó a Mike Tyson, en Tokio, por el trofeo mundial unificado de pesos pesados. Su derrota se daba por segura (se manejaban apuestas de 42 a 1 en su contra) y, por ello, ha sido definido como una de las mayores sorpresas en la historia del boxeo que derrotara a Tyson en el décimo asalto, tras haber caído él a la lona en el octavo, por nocaut. Tenía entonces un palmarés de treinta victorias y cuatro derrotas. Se convirtió en un símbolo de que todo era posible si se tenía afán de superación. En dicho combate, que significó la primera derrota de Tyson en su carrera, embolsó USD 1 300 000 contra USD 6 000 000 de su rival.
Douglas defendió su título ese mismo año contra Evander Holyfield, pero fue derrotado por KO en tres asaltos. En ese momento, había ganado ya veinticinco millones de dólares y decidió retirarse. Seis años después, no obstante, intentó regresar para volver a enfrentarse de nuevo a Mike Tyson. Tras seis victorias consecutivas, fue derrotado en el primer asalto por Lou Savarése. James todavía libró dos combates más antes de anunciar definitivamente su retirada.

## Récord profesional
| 38 victorias (25 nocauts), 6 derrotas, 1 empate, 1 sin resultado |            |                   |      |               |            |                                                                        |                                                       |
| Res.                                                             | Récord     | Rival             | Tipo | Asaltos       | Día        | Lugar                                                                  | Notas                                                 |
| G                                                                | 38-6-1 (1) | Andre Crowder     | TKO  | 1 (10), 1:11  | 19-02-1999 | Memorial Auditorium, Burlington, Iowa                                  |                                                       |
| G                                                                | 37-6-1 (1) | Warren Williams   | KO   | 1 (10), 2:56  | 12-12-1998 | Bank of America Centre, Boise, Idaho                                   |                                                       |
| D                                                                | 36-6-1 (1) | Lou Savarese      | KO   | 1 (12), 2:34  | 25-06-1998 | Foxwoods Resort Casino, Ledyard, Connecticut                           | Por el título vacante de la IBA peso pesado           |
| G                                                                | 36-5-1 (1) | Quinn Navarre     | TKO  | 4 (10), 2:25  | 13-07-1997 | Grand Casino, Biloxi, Misisipi                                         |                                                       |
| G                                                                | 35-5-1 (1) | Louis Monaco      | DQ   | 1 (10), 3:00  | 13-05-1997 | Grand Casino, Biloxi, Misisipi                                         |                                                       |
| G                                                                | 34-5-1 (1) | Brian Scott       | KO   | 6 (10), 0:30  | 30-03-1997 | Mohegan Sun Arena, Montville, Connecticut                              |                                                       |
| G                                                                | 33-5-1 (1) | Dicky Ryan        | UD   | 10            | 12-02-1997 | The Theater at Madison Square Garden, Ciudad de Nueva York, Nueva York |                                                       |
| G                                                                | 32-5-1 (1) | Rocky Pepeli      | UD   | 10            | 10-01-1997 | Mohegan Sun Arena, Montville, Connecticut                              |                                                       |
| G                                                                | 31-5-1 (1) | Tony LaRosa       | RTD  | 3 (10), 3:00  | 22-06-1996 | Etess Arena, Atlantic City, Nueva Jersey                               |                                                       |
| D                                                                | 30-5-1 (1) | Evander Holyfield | KO   | 3 (12), 1:10  | 25-10-1990 | The Mirage, Paradise, Nevada                                           | Pierde los títulos AMB, CMB, FIB y lineal peso pesado |
| G                                                                | 30-4-1 (1) | Mike Tyson        | KO   | 10 (12), 1:22 | 11-02-1990 | Tokyo Dome, Tokio, Japón                                               | Gana los títulos AMB, CMB, FIB y Lineal peso pesado   |
| G                                                                | 29-4-1 (1) | Oliver McCall     | UD   | 10            | 21-07-1989 | Convention Hall, Atlantic City, Nueva Jersey                           |                                                       |
| G                                                                | 28-4-1 (1) | Trevor Berbick    | UD   | 10            | 25-02-1989 | Las Vegas Hilton, Winchester, Nevada                                   |                                                       |
| G                                                                | 27-4-1 (1) | Mike Williams     | TKO  | 7 (10), 2:45  | 27-06-1988 | Convention Hall, Atlantic City, Nueva Jersey                           |                                                       |
| G                                                                | 26-4-1 (1) | Jerry Halstead    | TKO  | 9 (10)        | 16-04-1988 | Las Vegas Hilton, Winchester, Nevada                                   |                                                       |
| G                                                                | 25-4-1 (1) | Percell Davis     | RTD  | 9 (10)        | 24-02-1988 | Pioneer Hall, Duluth, Minnesota                                        |                                                       |
| G                                                                | 24-4-1 (1) | Donnie Long       | KO   | 2 (10), 2:18  | 19-11-1987 | Downtown Sheraton, Columbus, Ohio                                      |                                                       |
| D                                                                | 23-4-1 (1) | Tony Tucker       | TKO  | 10 (15), 1:36 | 30-05-1987 | Las Vegas Hilton, Winchester, Nevada                                   | Por el título vacante de la FIB peso pesado           |
| G                                                                | 23-3-1 (1) | Dee Collier       | UD   | 10            | 06-09-1986 | Las Vegas Hilton, Winchester, Nevada                                   |                                                       |
| G                                                                | 22-3-1 (1) | David Jaco        | UD   | 10            | 19-04-1986 | Las Vegas Hilton, Winchester, Nevada                                   |                                                       |
| G                                                                | 21-3-1 (1) | Greg Page         | UD   | 10            | 17-01-1986 | Omni Coliseum, Atlanta, Georgia                                        |                                                       |
| D                                                                | 20-3-1 (1) | Jesse Ferguson    | MD   | 10            | 09-05-1985 | Caesars Boardwalk Regency, Atlantic City, Nueva Jersey                 |                                                       |
| G                                                                | 20-2-1 (1) | Dion Simpson      | KO   | 1 (8), 3:01   | 27-03-1985 | Steel Pier, Atlantic City, Nueva Jersey                                |                                                       |
| G                                                                | 19-2-1 (1) | Randall Cobb      | MD   | 10            | 09-11-1984 | Riviera, Winchester, Nevada                                            |                                                       |
| SR                                                               | 18-2-1 (1) | David Starkey     | NC   | 1 (10)        | 09-07-1984 | East Dallas Club, Columbus, Ohio                                       |                                                       |
| D                                                                | 18-2-1     | Mike White        | TKO  | 9 (10)        | 17-12-1983 | Sands Hotel and Casino, Paradise, Nevada                               |                                                       |
| G                                                                | 18-1-1     | Eugene Cato       | TKO  | 1 (8)         | 28-09-1983 | Sands Hotel and Casino, Paradise, Nevada                               |                                                       |
| G                                                                | 17-1-1     | Dave Johnson      | MD   | 10            | 05-07-1983 | Sands Hotel and Casino, Paradise, Nevada                               |                                                       |
| G                                                                | 16-1-1     | Henry Porter      | TKO  | 2 (8), 1:36   | 28-04-1983 | Sands Hotel and Casino, Paradise, Nevada                               |                                                       |
| G                                                                | 15-1-1     | Jesse Clark       | KO   | 2 (8)         | 16-04-1983 | Catholic Central Highschool, Muskegon, Míchigan                        |                                                       |
| G                                                                | 14-1-1     | Leroy Diggs       | TKO  | 7 (10)        | 29-03-1983 | Tropicana, Atlantic City, Nueva Jersey                                 |                                                       |
| G                                                                | 13-1-1     | Jesse Clark       | KO   | 2 (8)         | 09-03-1983 | V.I.P. Club, Niles, Ohio                                               |                                                       |
| G                                                                | 12-1-1     | Tim Johnson       | KO   | 1 (8)         | 20-11-1982 | Infinity Club, Columbus, Ohio                                          |                                                       |
| E                                                                | 11-1-1     | Steffen Tangstad  | UD   | 8             | 16-10-1982 | Bismarck Hotel, Chicago, Illinois                                      |                                                       |
| G                                                                | 11-1       | Mel Daniels       | TKO  | 1 (6)         | 24-04-1982 | War Memorial Arena, Johnstown, Pensilvania                             |                                                       |
| G                                                                | 10-1       | Rick Enis         | MD   | 6             | 08-04-1982 | Sherwood Club, Indianápolis, Indiana                                   |                                                       |
| G                                                                | 9-1        | Marvin Earle      | TKO  | 2 (6)         | 15-02-1982 | Stan & Ollie's Lounge, Kalamazoo, Míchigan                             |                                                       |
| G                                                                | 8-1        | Donny Townsend    | UD   | 6             | 13-02-1982 | Central Tech High School, Erie, Pensilvania                            |                                                       |
| G                                                                | 7-1        | Hubert Adams      | KO   | 1 (6)         | 23-01-1982 | Morgan High School, McConnelsville, Ohio                               |                                                       |
| G                                                                | 6-1        | Don Johnson       | TKO  | 3 (6)         | 23-12-1981 | Memorial Civic Center, Canton, Ohio                                    |                                                       |
| D                                                                | 5-1        | David Bey         | TKO  | 2 (4)         | 06-11-1981 | Civic Arena, Pittsburgh, Pensilvania                                   |                                                       |
| G                                                                | 5-0        | Jesse Clark       | KO   | 3 (4)         | 23-10-1981 | Swayne Hall, Toledo, Ohio                                              |                                                       |
| G                                                                | 4-0        | Abdul Muhaymin    | TKO  | 5 (6), 1:56   | 14-10-1981 | Tyndall Armory, Indianápolis, Indiana                                  |                                                       |
| G                                                                | 3-0        | Mike Rodgers      | TKO  | 3 (4)         | 27-09-1981 | Veterans Memorial Auditorium, Columbus, Ohio                           | Debut profesional según algunas fuentes.              |
| G                                                                | 2-0        | Mike Lear         | UD   | 4             | 24-07-1981 | Mount Vernon Plaza, Columbus, Ohio                                     |                                                       |
| G                                                                | 1-0        | Dan O'Malley      | TKO  | 3 (4)         | 31-05-1981 | Mount Vernon Plaza, Columbus, Ohio                                     |                                                       |